# 雷德威洛縣 (內布拉斯加州)
雷德威洛縣（英語：Red Willow County）是美國內布拉斯加州南部的一個縣，南鄰堪薩斯州。面積1,860平方公里。根據美國2000年人口普查，共有人口11,448人。縣治麥庫克 （McCook）。
成立於1873年2月27日，縣政府成立於5月27日。縣名來自同名的溪流（里帕布利肯河的支流，意譯為「紅柳溪」，達科他語「紅梗木溪」的誤譯）。